# Porumbacu de Sus
Porumbacu de Sus – wieś w Rumunii, w okręgu Sybin, w gminie Porumbacu de Jos. W 2011 roku liczyła 832 mieszkańców.